# مدل تارعنکبوتی

مدل تارعنکبوتی

مدل تارعنکبوتی، قضیهٔ تارعنکبوتی یا قضیهٔ کارتنکی (به انگلیسی: Cobweb Theorem) قضیه‌ای است که قیمت بعضی تولیدات (به طور کلی تولیدات فاسدشدنی زراعی) در نقطهٔ تعادل استقرار نمی‌یابد، بلکه در اطراف نقطهٔ تعادل نوسان می‌کند. اگر نمودار مسیر قیمت این‌گونه کالاها در ظرف چند سال ترسیم شود شکل آن به تار عنکبوت می‌ماند. از این‌رو آن را قضیه یا مسئلهٔ تارعنکبوتی یا کارتنکی گویند.